# 4981 Sinyavskaya
A 4981 Sinyavskaya (ideiglenes jelöléssel 1974 VS) a Naprendszer kisbolygóövében található aszteroida. Ljudmila Ivanovna Csernih fedezte fel 1974. november 12-én.